# Adelsried
Adelsried es un municipio alemán, situado en el distrito de Augsburgo en la región administrativa de Suabia, en el Estado federado de Baviera. 